# 3473 Sapporo
3473 Sapporo (A924 EG) là một tiểu hành tinh vành đai chính được phát hiện ngày 7 tháng 3 năm 1924 bởi K. Reinmuth ở Heidelberg.